# キプロス紛争
キプロス紛争（キプロスふんそう）は、ギリシャ系住民とトルコ系住民の対立により、1955年からキプロスで継続している紛争。

## オスマン帝国の分解

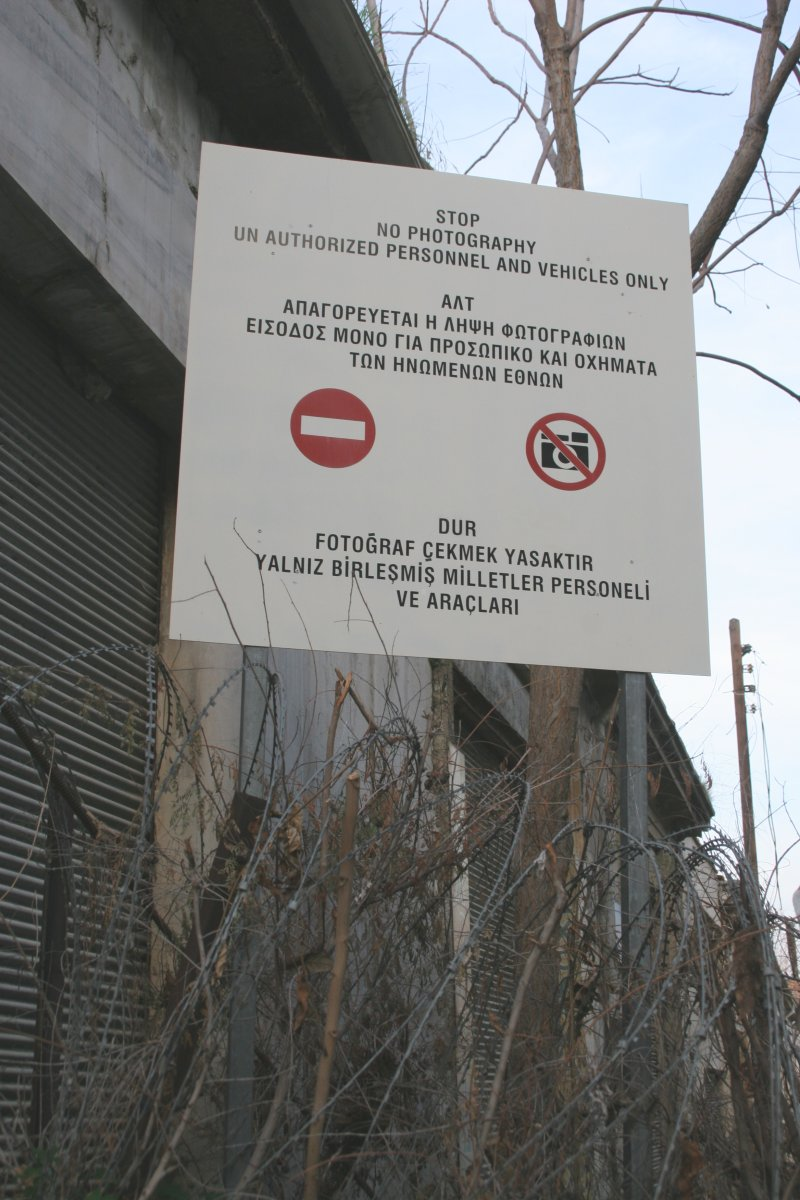
北キプロスと南キプロスを分断する箇所に立つ、無許可撮影禁止の看板。上から英語、ギリシャ語、トルコ語で表記されている。

キプロスは紀元前1600年頃から地中海交易都市として発展する。それ以降、ギリシャ人が多く居住していた。その後、1571年にオスマン帝国に占領されると、トルコ人が流入した。
1821年に起きたギリシャ独立戦争で、キプロスはギリシャ側で参戦した。
露土戦争の講和条約であるサン・ステファノ条約締結後の1878年5月25日、イギリスはオスマン帝国に対露防衛同盟を提案し、6月4日に二か条から成る秘密協定が結ばれた。この協定により、イギリスはロシア帝国のオスマン帝国アジア領侵略時にオスマン帝国と共に武力で対抗し、見返りとしてオスマン帝国はイギリスへのキプロス島の一時的譲渡に同意した。一方で、イギリスは露土戦争後に生じた状況を自国に有利なように調整するため、5月30日にロシア帝国とも秘密協定を結んでいた。しかし、ベルリン会議において秘密協定が暴露されたため、7月1日にイギリスの働きかけで五か条から成る追加協定が結ばれた。この協定により、ロシア帝国がカルス及び東アナトリアの占領地をオスマン帝国に返還した場合にイギリスがキプロス島をオスマン帝国に返還すること、キプロス島毎年の税収から統治費用を控除した余剰収入22,936ケセ（約92,800スターリングポンド）をイギリスがオスマン帝国に支払うことなどが取り決められた。その後、7月7日にキプロス島の統治権をイギリスに移管する旨の勅令が発布され、7月12日にイギリス軍がキプロス島に上陸した。7月15日の協定批准書の交換式で、イスタンブール駐在イギリス大使ヘンリー・レイヤードは、オスマン帝国スルタンアブデュルハミト2世に対し、キプロス島におけるスルタンの権利と権限に制限が加えられることのない旨の誓約書を手交した。
1879年、オスマン帝国が余剰収入を未払公債の抵当財源に提供することを表明した。そこでイギリスは、1855年保証公債が他の全ての公債に対して優先権をもつこと、したがって同公債保有者こそがキプロス余剰収入に対する先取権をもつことを主張、1881年8月にその専有を通告、それからのキプロス島余剰収入はイングランド銀行に送金されて債権者への利払・償還に充当されることとなった。1879年11月にオスマン帝国は内国債を保有するガラタ銀行家と協定して、外債担保であった六間接税を彼らへ移管してしまっていた。イギリスは外債保有者の陳情を受けて列強各国へ共同干渉を打診したが、ベルリン会議で二枚舌が暴露されたこともあり、1881年12月にオスマン債務管理局が設立されるまで利害調整は難航した。
1882年からイギリスはキプロスの植民地化に着手、ギリシャ系キプロス人とトルコ系キプロス人らを分断した政策を行なったため、ギリシャ系の人々はギリシャと、トルコ系の人々はトルコとの同化を求めていた。
1914年11月4日イギリスが、第一次世界大戦でオスマン帝国が同盟国側で参戦したのを口実にキプロスの併合を宣言し、1925年に直轄植民地とした。
戦間期には、ギリシャ系キプロス人が独立を望んで植民地政庁を焼き討ちするなどの行為が発生していたが、パレスチナ委任統治が終了したイギリスは中東戦略の要衝としてキプロスを選んでいたため、これを拒否していた。

## ギリシャ分断レジーム
第二次世界大戦後、人口の8割を占めるギリシャ系の住民たちがギリシャへの併合を要求したが、イギリスはキプロスの統治権を手放す気はなかった。しかし、1950年1月、ギリシャ系であるラルナカ主教ミハイル・ムスコス（同年9月、キプロス正教会首座主教に選ばれマカリオス3世）がギリシャへの併合を問う住民投票を実施。95.7%の人々がギリシャとの統一に賛成した。これを受けたキプロス代表団はギリシャ政府へ国際連合へ提訴するよう訴えたが、イギリスに同調してギリシャは統一を拒否した。

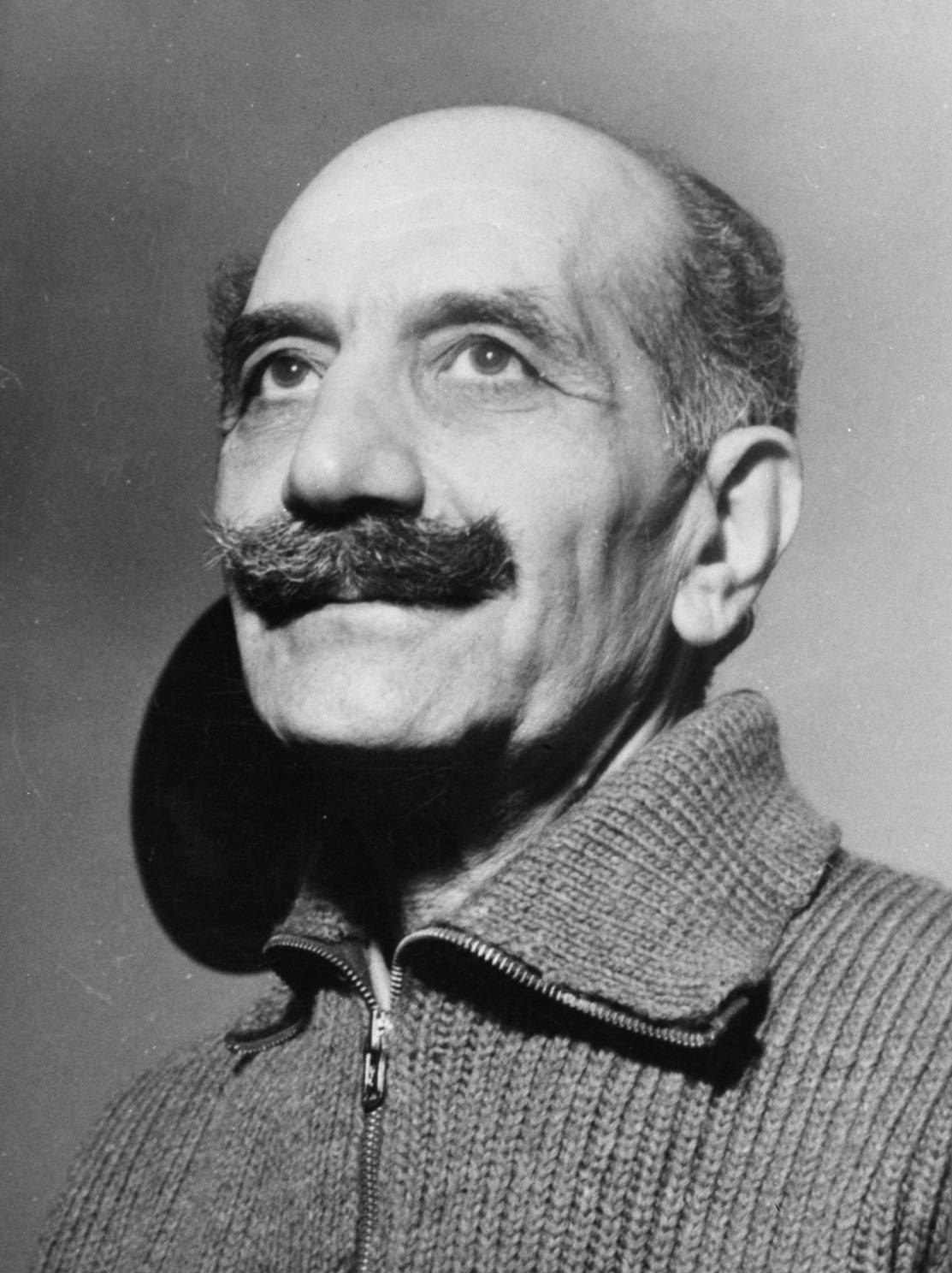
EOKAの指導者、ゲオルギウス・グリヴァス

1955年4月、キプロス生まれのギリシャ軍将校ゲオルギオス・グリヴァスは不服従運動を開始。これは後にキプロス解放民族組織（EOKA）の結成に発展し、マカリオスはこの動きを黙認した。これらの事態に対し、キプロス問題がギリシャへ有利に進む事を恐れたイギリスは、トルコに対してキプロスにおいて利害関係があるよう主張させるために働きかけた。1955年9月、ロンドンで英希土三国会議が開催されたが、この会議が行なわれている最中の9月6日から7日にかけてイスタンブールとイズミルで反ギリシャ人暴動が発生してしまう。暴動は希土両国に決定的な亀裂をもたらしロンドン会議は決裂した。イギリスは、キプロスが軍事施設の設営に適し、地中海における戦略的重要地域となっていることに気づいていたが、第二次中東戦争（スエズ動乱）の敗北でキプロスの部分的放棄を認めざるを得なかった。各国の利害を収めるためにチューリッヒとロンドンで会議が持たれ、英希土3国政府に加え、キプロスのギリシャ人代表としてマカリオス、トルコ人代表としてファーズル・キュチュクらが参加した。この当時、ニコシアで新聞社爆破事件が起きるなどEOKAやトルコ系キプロス人らの武装組織によるテロが激化し、手詰まり感が広がっていたことから、マカリオス大主教はキプロスの独立を選択した。その結果、チューリッヒ・ロンドン協定が成立し、1960年8月16日をもってキプロスはイギリス連邦に属する「キプロス共和国」として独立したが、憲法が欠陥を抱えたまま制定された上、キプロス正規軍である『キプロス民族防衛隊』とイギリス軍に加え、ギリシャ軍、トルコ軍、国連平和維持軍が駐留することとなった。

## 1963 - 64年
キプロスは1960年8月16日に独立した。憲法では大統領はギリシャ系、副大統領はトルコ系から選出される事が規定されており、初代大統領にはキプロス正教会首座主教であるマカリオス3世が、副大統領にはファーズル・キュチュクが就任した。しかし、トルコ系住民が、キプロスの総人口に占める割合に対して過大とも言える公務員定率を割り当てられた事が問題視された。マカリオスは1963年に憲法修正を行って、トルコ系住民の権利を縮小させることを求めたが、トルコ政府はこれを拒否した。さらにテロによってトルコ系国会議員3名が死亡したことと、この憲法改正がギリシャへの併合へつながると強く反発したトルコ系住民が分離独立を目指して1964年、内戦と化した。
内戦発生により、トルコ軍の介入と、それに対抗してギリシャ軍が投入される可能性が発生していた。そのためアメリカが介入を開始した。大統領リンドン・ジョンソンはギリシャの駐アメリカ大使に強硬な発言を行い、ギリシャの軍事介入を牽制する一方で、ギリシャ首相ゲオルギオス・パパンドレウに対して、トルコ人の自治州及びトルコ軍の軍事基地を設置することを条件にキプロスのギリシャへの併合を認める案を提供したが、パパンドレウはこれを拒否した。そのため、国際連合キプロス平和維持軍が派遣され、一時的ながらキプロスは落ち着きを見せた（2023年現在も駐屯中）。

## 1973 - 74年
一時の平穏を得たマカリオスは、ギリシャへの統一（エノシス）を目指す限りキプロスの内戦が終了しないこと、さらにギリシャに軍事政権が成立しアメリカの影響力が強まったことなどから、トルコ系住民らと共存するために「独立中道主義」を掲げてエノシス放棄を宣言。さらには第三世界連帯を訴えソ連に接近した。これに対してEOKAはマカリオスを裏切り者として政権打倒を公然と主張。アメリカもキプロスを『地中海のキューバ』と位置づけ、マカリオス政権打倒へと政策をシフトした。この間、キプロスのトルコ系住民を代表する副大統領には病気辞任したキュチュクに代わり、独立前からトルコ系自治体の代表を務めてきたラウフ・デンクタシュが就任している。
1973年秋、トラキア西部の少数民族であったムスリム問題と、ギリシャが自国の大陸棚と定めていたエーゲ海東部の区域に対してトルコが採掘権を主張した事で、希土間に摩擦が生じはじめた。翌1974年1月、エーゲ海のタソス島沖で石油・天然ガスが発見され、希土関係はさらに悪化したが、北大西洋条約機構（NATO）の介入により一旦落着いた。
ギリシャ軍事政権は1973年7月29日に、既に名目的な存在となっていた国王コンスタンティノス2世を廃位して共和制を宣言し、同年11月には、1967年4月の政権樹立以来実質的な最高権力者の座にあった大統領ゲオルギオス・パパドプロスがアテネ工科大学でのデモ鎮圧で多数の死傷者を出した責任を問われて失脚。フェドン・キジキス新大統領の下で軍事治安警察（ESA）長官ディミトリオス・イオアニディスが実権を掌握していたが、キプロスに対しては威嚇的な方針を採っておりマカリオスに圧力をかけていた。マカリオスはギリシャ軍事政権がキプロス情勢を悪化させていると非難し、キプロスの軍事組織であるキプロス民族防衛隊からギリシャ人将校の除隊を求めた。これに対しイオアニディスは、軍事政権下で非合法化されているギリシャ共産党の党員らがキプロスで活動していたことをマカリオスが公認していたとして、キプロス政府転覆を計画した。

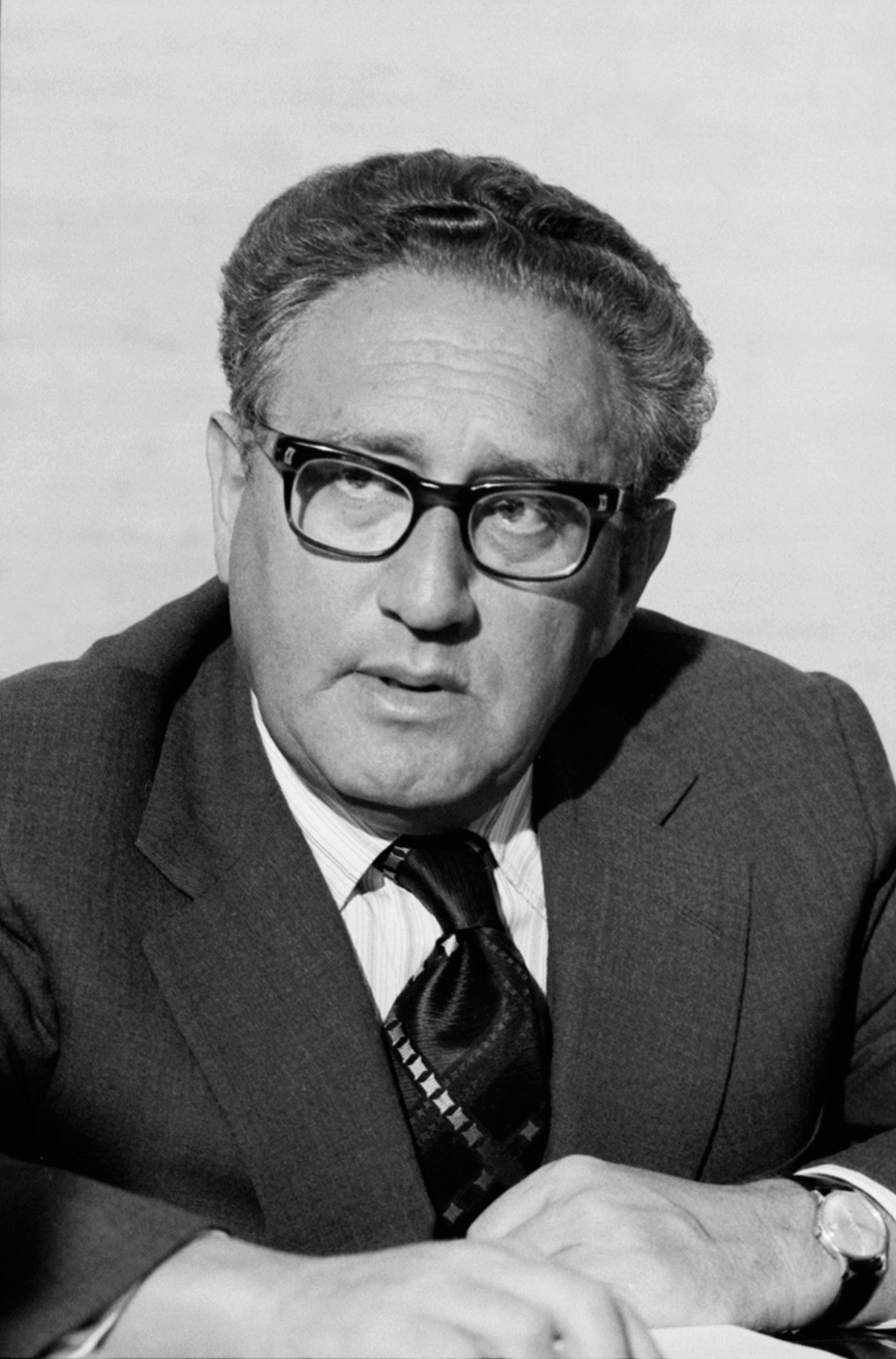
紛争の黒幕との噂が根強いヘンリー・キッシンジャー
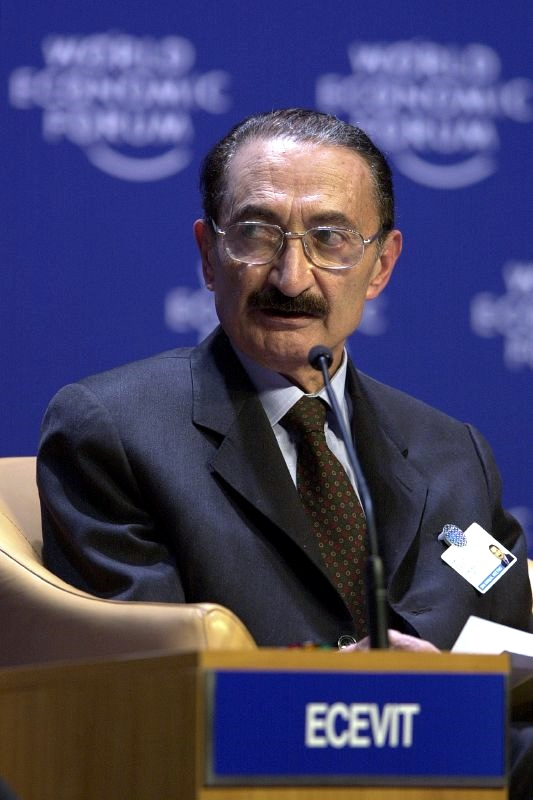
キプロスへの軍事介入を決めたビュレント・エジェヴィトトルコ首相
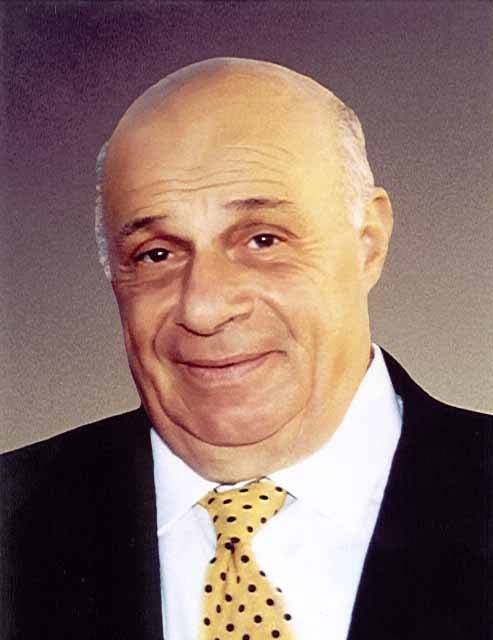
キプロス副大統領だったラウフ・デンクタシュ トルコ介入後に北キプロス・トルコ共和国初代大統領に就任

### 大統領作戦
1974年7月15日午前9時、ギリシャ軍事政権はキプロス国防軍の反マカリオス派と連携してマカリオス政権打倒計画、暗号名『大統領作戦』を開始した。クーデター軍は大統領官邸、共産主義者の逮捕、新聞社の襲撃などを行い、昼過ぎまでに首都ニコシア、北部の港町キレニアなどを制圧した。クーデターが成功したことにより、EOKA幹部で右翼過激派新聞社の社主であるニコス・サンプソンが臨時大統領に就任した。マカリオスは一時行方不明になっていたため、クーデター軍首脳らはマカリオスの死亡を確信し、クーデター発生とマカリオス死亡のニュースが世界へ配信された。

### マカリオスの脱出
しかし、このクーデターを予期していたマカリオスは脱出に成功。南西部のパフォスで声明を発した。クーデターの最中、国連平和維持軍はキプロス国防軍首脳より内戦問題への介入をしないように通告されていたため、手を出す事ができなかったが、パフォスでの声明を受けマカリオスを保護。マカリオスは国連緊急安保理事会の招集を要請した。

### イギリス軍の動向
マカリオスの生存を知ったイギリス軍はマカリオスを基地で保護することを最優先課題とし、イギリス政府は『我が国（イギリス）はマカリオスを大統領と認めている』旨の声明を用意した。一方、マカリオスを預かる立場となったイギリス軍基地の副司令官は、イギリス軍の介入を求めるマカリオスに対し、トルコ軍が介入する危険性を挙げて要求を拒否するとともに、マカリオスにイギリスへの亡命を要請した。この間、キプロスではクーデター軍とマカリオス派部隊との戦闘が激化していた。

### トルコ系住民とトルコの動向
クーデター軍はトルコ軍の介入を回避するため、トルコ系住民居住区への進軍は控えていたが、トルコ系住民らはクーデターがキプロスのギリシャ併合につながるとして警戒を募らせ、トルコ軍が介入する事を期待して武装を開始した。トルコ政府もクーデターに反発。首相ビュレント・エジェヴィトが7月16日に声明を発表した。

### 外交努力とその挫折
マカリオスの要請を受け、国連は緊急安保理事会を召集した。会議ではソ連とトルコが「ギリシャとキプロスのクーデター軍への制裁措置」を取る事を主張したが、アメリカはキプロスにおける危険な活動を慎むようギリシャ、トルコ、クーデター軍への要請を行なったのみであり、クーデター自体を非難することはなかった。一方でイギリスはマカリオスがキプロスの大統領であり、クーデターの背後にあるギリシャ軍事政権を強く非難した。さらにキプロスの国連大使もギリシャ軍事政権とクーデター軍を強く非難したが、ギリシャ国連大使はこれに介入したことを否定、さらにキプロス国連大使が旧政権によって任命された大使であり、理事会に出席する資格がないと主張した。
7月17日、マカリオスはイギリスの説得を受け入れ亡命した。一方で外交解決の道も模索されており、ソ連、アメリカ、イギリスらが行動を起こしたが、ソ連は駐ギリシャ大使がギリシャ大統領キジキスに会見を拒否され、アメリカはキプロスで憲法と人権を尊重するべきであるという要求したのみでクーデターの批判は行なわなかった。イギリスも政府声明としてはギリシャを激しく非難したものの、トルコが要求していた共同軍事介入には触れる事がなかった。
トルコ首相エジェヴィトはイギリス政府とロンドンで交渉を行い、さらにアメリカのジョーゼフ・ジョン・シスコ政治担当国務次官も加わって会談が行なわれたが、トルコの提案をアメリカが拒否したため、会談は失敗に終わった。シスコはその後ギリシャへ向かい、ギリシャ大統領キジキスらと問題の解消について会談したが、これも何も生む事はなかった。
マカリオスは緊急安保理事会においてキプロス問題について演説を行なったが、アメリカはキプロスへの軍事介入を行なう場合は拒否権を発動すると通告。もはや国連にも主要国にも外交解決の手段は残されておらず、トルコ軍の介入は必至の情勢となった。

### トルコの軍事介入
7月20日、トルコ軍は対キプロス軍事作戦『アティッラー作戦』を発動した。トルコ海軍はキプロスを目指して出航。キプロス領海へ入ったところで一度はUターンしたものの、再度領海内へ侵入し、キプロス海軍のP-4型（コムソモーレツ級）魚雷艇2隻を撃沈して、2箇所で上陸作戦を開始した。トルコ空軍もF-4Eがキレニアを爆撃、壊滅的打撃を与えた。。
ニコシアのトルコ系住民、ギリシャ系住民らの間でも衝突が始まっていた。上陸したトルコ軍はニコシアへ向かい進撃。さらに空挺部隊をニコシア各所へ投入した。この空挺部隊は分散していたトルコ系住民をキレニア地区へ移動させる任務を命令されていた。一方でギリシャ軍はキプロスに最も近い基地が存在するロドス島でさえ500kmの距離があったため、航空機による支援ができなかった。
ギリシャ軍事政権がマカリオス打倒の理由としていた共産主義者も分裂した。クーデター軍によって捕らえられたギリシャ系共産主義者らが釈放された上、EOKAの説得を受けてトルコ軍と戦い、トルコ系共産主義者らもトルコ側についてクーデター軍と戦うという奇妙な状況が発生した。
この時、アメリカは大統領リチャード・ニクソン、国務長官ヘンリー・キッシンジャー、CIA長官ウィリアム・コルビーらで会議を行なったが、地中海を担当しているアメリカ海軍第6艦隊の出動は見送られた。。

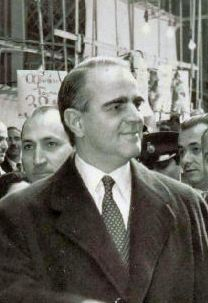
ギリシャ首相、コンスタンディノス・カラマンリス

### ギリシャ軍事政権とサンプソン政権の崩壊
トルコとの戦争への警戒が強まったギリシャでは国家総動員令が発動され、トルコとの国境であるマリツァ川 (en) には一触即発の危機が迫っていた。しかし、内部で汚職が横行していたギリシャ軍は開戦に必要な態勢を整える事が出来ず、実際に戦闘を行う立場の海軍と空軍も命令を拒否。ついにはトルコ、ブルガリア国境方面を守備する陸軍第3軍がイオアニディス、キジキスら政府首脳の辞任を求める事態に至り、ギリシャ軍事政権は第3軍との交渉とキプロスでの停戦の実現を最優先課題とせざるを得ない状況に追い込まれた。
同時期、アメリカではキッシンジャーを中心とする『ワシントン特別行動グループ』がギリシャの事態をどう処理するかについて議論が行なわれていた。キッシンジャーは国連本部へ出向き、マカリオスと秘密会談を行った。その会談の内容は未だに明らかではないが、会談終了後、キッシンジャーとマカリオスは握手で記者会見に応じた。
ここにおいて打つ手を全て失ったギリシャ軍事政権は、キジキスと軍首脳・旧政府要員とで会合を持ち、民政移管とコンスタンディノス・カラマンリスの首相任命を決定。7月24日早朝、亡命先のパリから帰国したカラマンリスは首相就任の宣誓を行い、軍事政権は崩壊した。
軍事政権樹立前の王制ギリシャにおいて長年首相を務めたカラマンリスのギリシャ政界復帰はキプロスにも連鎖反応を示すこととなり、サンプソン大統領と全閣僚が辞職することとなった。政権を担ったのは僅かに8日間であった。後任にはグラフコス・クレリデスが就任したが、結局、このクーデターによって生まれた政権はどこも承認せず、後押ししたギリシャでさえ承認することはなかった。

### 停戦へ

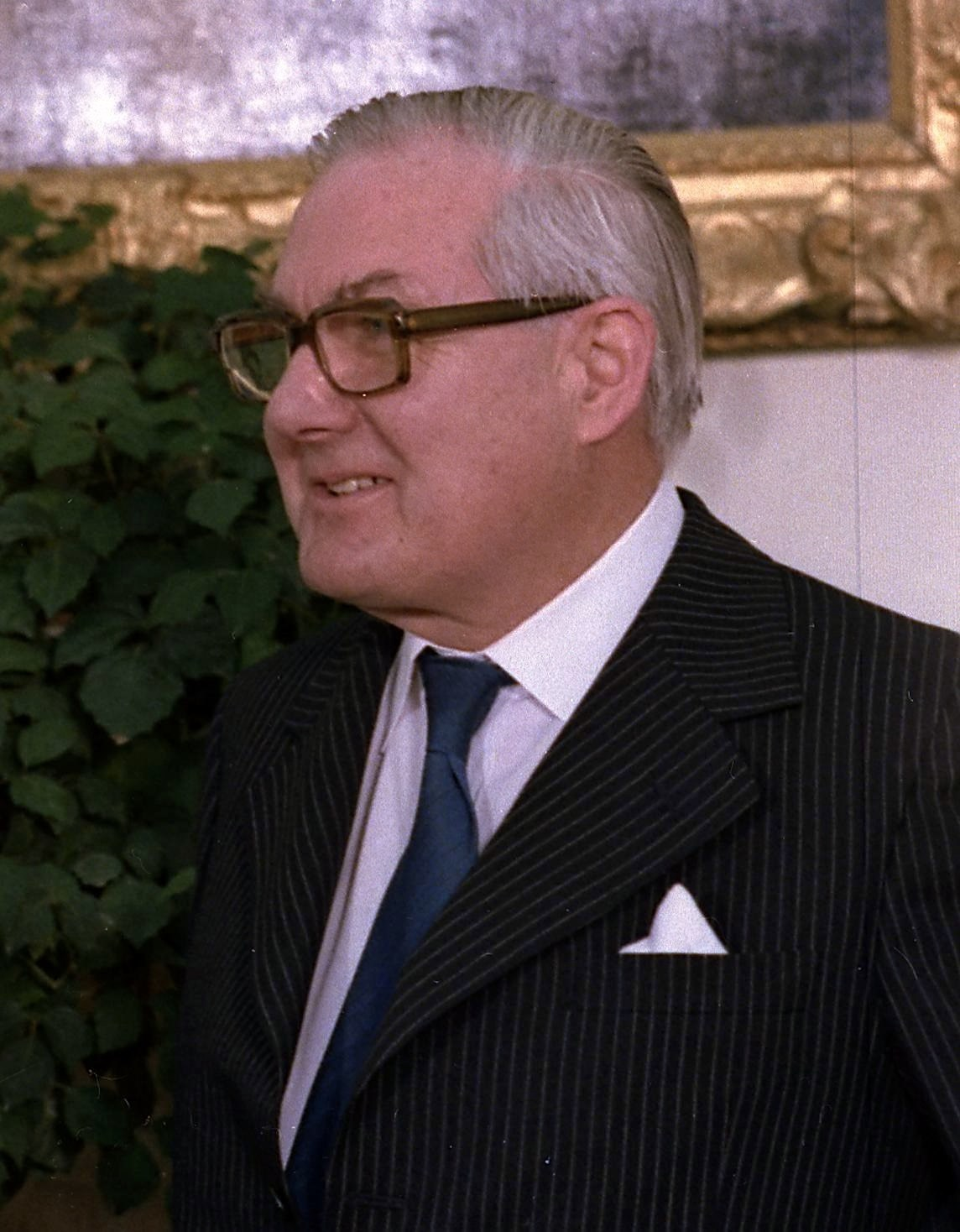
イギリス外相、ジェームズ・キャラハン

ギリシャでのカラマンリス政権発足を受け、ジュネーヴで英希土三者会談が開催された。ここでトルコはキプロスを2つに分けて連邦制を導入することを主張したが、ギリシャは拒否した。イギリス外相ジェームズ・キャラハンは両軍が前線から撤退して空白地帯を形成することを提案、トルコは同意したが、ギリシャはこれも拒否した。しかし、7月30日にギリシャが譲歩して同意した。
8月3日、キプロスにおいて国連軍、イギリス軍、ギリシャ軍、トルコ軍らによる司令官レベルの停戦ライン策定作業が開始されたが、その作業は難航した。さらにジュネーヴ第2次会議が8月8日から開催されたが、トルコが連邦制の導入を再度主張し、ギリシャがまたも拒否した事で決裂した。
8月13日午前2時半、増強されていたトルコ軍は再度攻撃を開始。ギリシャ軍もこれに応戦したが、武器の足りないギリシャ軍は圧倒的不利であった。午前8時、トルコ首相エジェヴィトは声明で「トルコ系住民らが差別を受けているために戦うのであってキプロス全土を掌握することが目的でない」旨を発表した。これに対しギリシャ首相カラマンリスは「希土間の紛争を解決できないNATOからの脱退」を宣言することで応じた。
カラマンリスとエジェヴィトが言葉の応酬を続けている間もトルコ軍は猛攻を続けており、北部にいたギリシャ系住民らは南部へ避難した。このため国連では緊急安保理事会が開催されたがトルコへの非難決議案は採択されず、「トルコが停戦違反を続ける場合、より適切な処置をとる可能性がある」というあいまいな決議が採択されたにすぎなかった。そのため、8月16日、ギリシャは国連安保理事会において国連軍の出動を要請したが、これはアメリカや、トルコも属するイスラム圏諸国の反対により否決された。
結局、8月16日午後6時にトルコ軍は軍事活動を停止。キプロスでの戦火は鎮まることとなった。
トルコ軍介入前のキプロスではトルコ系住民地区が分散していたため、トルコ軍が展開できなかった地域ではトルコ系住民が周囲のギリシャ系住民により虐殺された村もあった。逆にトルコ系住民に襲撃されたギリシャ系の村もあった。英軍や国連軍に保護された難民もいた。

## その後
1975年2月13日、北部のトルコ系住民らはデンクタシュを大統領として「キプロストルコ人連邦国家」 (Kıbrıs Türk Federe Devleti) の樹立を宣言。さらに1983年11月15日には北キプロス・トルコ共和国を樹立して独立を宣言するが、承認したのはトルコだけであった。
首都ニコシアの中心部を含めた国土は、鉄条網とコンクリート隔壁で仕切られ地雷原が敷かれた緩衝地帯「グリーン・ライン」で二つに分断され、現在に至っている。対話による問題解決も模索されており、1977年にはマカリオス・デンクタシュ会談、1979年にはキプリアヌ・デンクタシュ会談により連邦制への移行が合意されたが、実現することはなかった。
2004年、南部のキプロス共和国がEUに加盟し、トルコもEU加盟への交渉を開始した事から解決への道が開かれ、2008年4月には、内戦勃発以来封鎖され南北分断の象徴とされていたニコシア・レドラ通りに検問所が開設され、市南北間の往来が可能になった。2010年現在も対話は続いているが、2008年のキプロス共和国大統領選挙で再統合推進派のディミトリス・フリストフィアスが当選する一方、2010年の北キプロス・トルコ共和国大統領選挙では再統合に消極的なデルヴィシュ・エロールが現職で再統合推進派のメフメト・アリ・タラートを破って当選したため、情勢はなおも予断を許していない。